# Betas
Betas est une série télévisée américaine en onze épisodes de 21 minutes diffusée entre le 19 avril 2013 et le 17 janvier 2014 sur Amazon Video. Amazon annule la série après une saison.

## Synopsis
Des développeurs informatiques d'une « application de rencontres » en Californie cherchent des investisseurs.

## Distribution

### Acteurs principaux
- Joe Dinicol : Trey
- Karan Soni : Nash
- Jon Daly : Hobbes
- Charlie Saxton (en) : Mitchell
- Maya Erskine : Mikki

### Acteurs récurrents
- Ed Begley Jr. : Murch
- Madeline Zima : Jordan Alexis
- Tyson Ritter : Dane
- Breeda Wool : Victoria
- Mark L. Young (en) : Trevor
- Margo Harshman : Lisa

## Production
Amazon a offert les trois premiers épisodes gratuitement le 22 novembre 2013, les épisodes suivants étant diffusés chaque semaine pour les membres premiums. En mars, Amazon décide de ne pas renouveler la série pour une seconde saison.

## Épisodes
1. Pilot
2. Kid Charlemagne
3. Waiting for a Girl Like You
4. One on One
5. Takin' It to the Streets
6. Lowdown
7. Strange Magic
8. Show & Tell
9. Steppin' Out
10. Blinded by the Light
11. This Is It

## Réception critique
Metacritic a donné un score moyen de 69 % basé sur huit critiques. Rotten Tomatoes a donné à la série un score de 80 % basé sur dix critiques.